# Eldningsolja
Eldningsolja är en oljeprodukt som är avsedd att förbrännas för att få värme, ljus eller för att driva ett motorfordon, i motsats till exempelvis smörjolja eller matolja, som används för andra ändamål.
Eldningsolja är i allmänhet fossil, det vill säga bildad för mycket länge sedan. Förnybara oljor är vanligtvis för dyra för att användas till förbränning, men används i mindre mängd av speciella orsaker. Ibland går eldningsolja att utvinna ur restprodukter som inte annars är lönsamma att utnyttja; för en del tillämpningar behövs någon viss oljas egenskaper. För att minska på den globala uppvärmningen har man också genom lagstiftning och beskattning gjort det lönsamt att i viss mån ersätta fossil olja med förnybar.
Exempel på eldningsoljor:
- lätt brännolja eller villaolja, dieselolja; även kallad "röd diesel"[1]
- tung brännolja eller tjockolja
- rapsmetylester (RME)
- NexBTL